# Zsolt Zsoldos
Zsolt Zsoldos (Pécs, 14 de febrero de 1967-Kecskemét, 5 de julio de 1996) fue un deportista húngaro que compitió en judo. Ganó dos medallas en el Campeonato Europeo de Judo, bronce en 1989 y plata en 1990.

## Palmarés internacional
| Campeonato Europeo | Campeonato Europeo   | Campeonato Europeo | Campeonato Europeo |
| Año                | Lugar                | Medalla            | Categoría          |
| ------------------ | -------------------- | ------------------ | ------------------ |
| 1989               | Helsinki (Finlandia) | Medalla de bronce  | –78 kg             |
| 1990               | Fráncfort (RFA)      | Medalla de plata   | –78 kg             |